# Marcellino Conte
Marcellino Conte, o Marcellino Illirico (in latino Marcellinus Comes; fl. 526-534), è stato uno storico bizantino del VI secolo.

## Biografia
Marcellino era illirico di nascita, ma visse sempre a Costantinopoli. Al tempo di Giustino I fu segretario del nipote di questi, nonché erede al trono designato, Giustiniano I. Quando quest'ultimo salì al potere nel 527, Marcellino ottenne alti incarichi alla corte imperiale. Non si conosce altro della sua vita; morì probabilmente nel 534.

## Chronicon
L'unico suo lavoro giunto è il Chronicon ("Cronache"), una prosecuzione dell'omonima opera di Eusebio di Cesarea. 
L'opera, che copre il periodo dal 379 al 534 ed è scritta in latino, si occupa principalmente di fatti avvenuti nell'Impero romano d'Oriente. Tra i pochi eventi riguardanti la pars Occidentis vi è però proprio la prima citazione della caduta dell'Impero romano d'Occidente, il che ha contribuito a far considerare il 476 appunto come data convenzionale di inizio del medioevo:
(Chronicon, xi.91)

### Edizioni
- (LA) Chronicon Marcellini Comitis v. c., quod rerum orientalium Historiam Eusebij & divi Hieronymi usque ad Iustiniani tempora prosequitur, nunc primum in lucem editum, a cura di Antoon van Schoonhoven, Parisiis, excudebat Christianus Wechelus sub Pegaso, 1546.
- (LA) Chronicon ad a. DXVIII continuatum ad a. DXXXIV cum additamento ad a. DXLVIII, a cura di Theodor Mommsen, in Monumenta Germaniae Historica. Auctores antiquissimi. Chronica minora saec. IV.V.VI.VII, vol. 9/2, Berolini, apud Weidmannos, 1894,  pp. 37-108.
- (LA, EN) The Chronicle of Marcellinus, traduzione di Brian Croke, Sydney, Australian Association for Byzantine Studies, 1995, ISBN 0-9593626-6-5.
- (LA, IT) La cronaca dei due imperi. Il Chronicon di Marcellino Comes (A.D. 379-534 & Auctarium), Introduzione, traduzione e note a cura di Antonio Palo, Santa Maria di Castellabate, Centro culturale studi storici "Il Saggio", 2021.